# Zamek Michajłowski

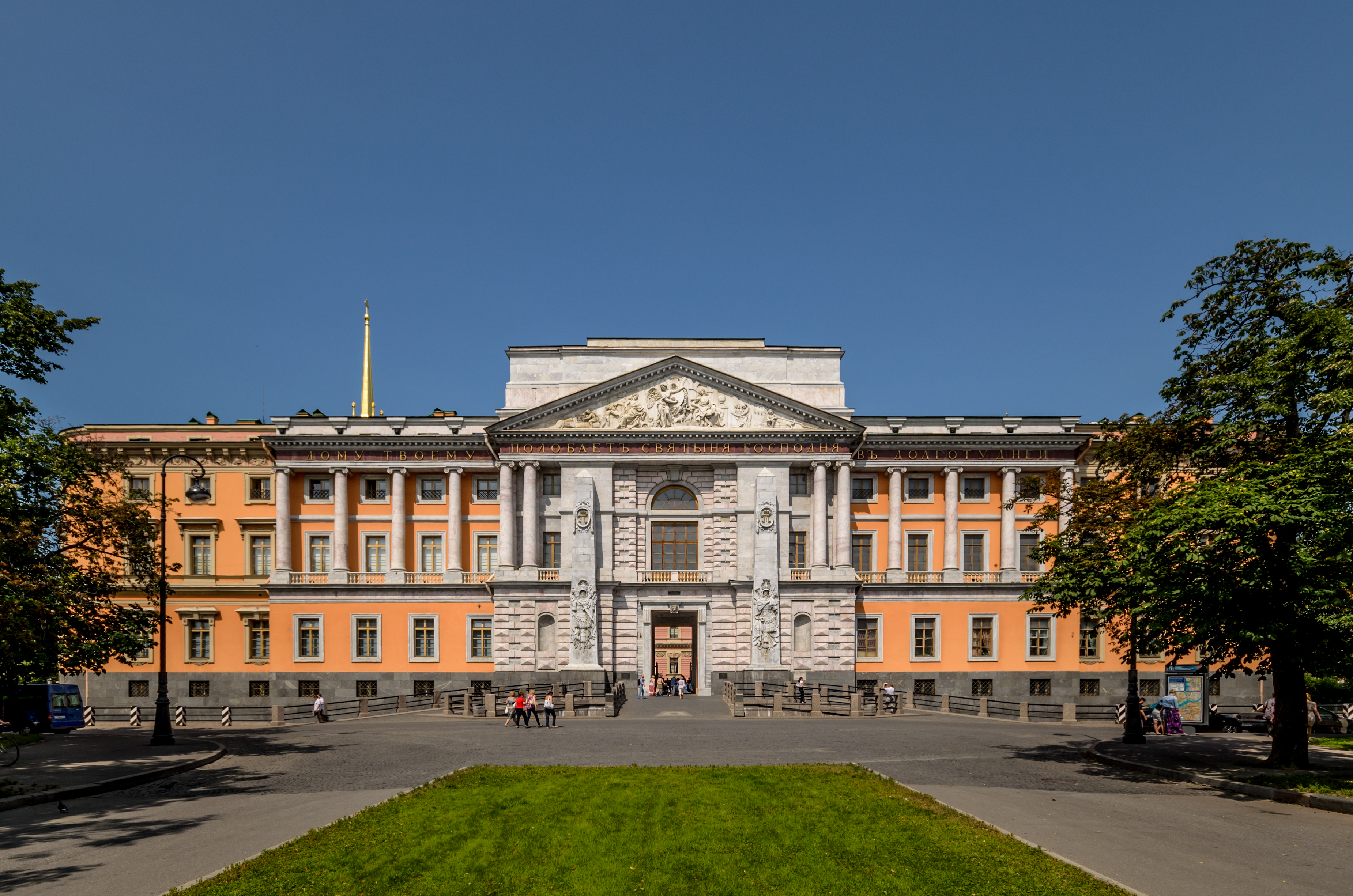
Wejście główne

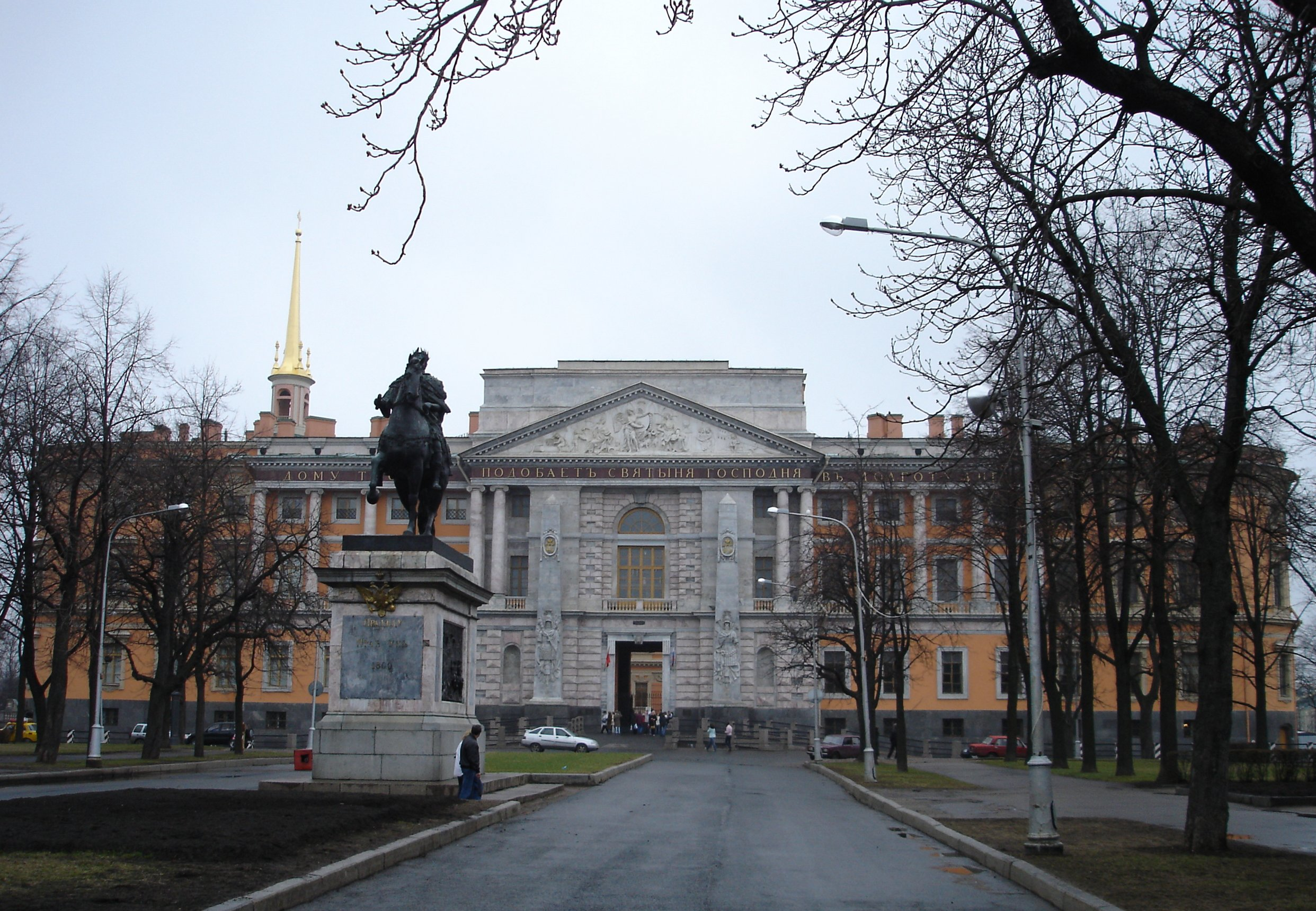
Południowe skrzydło. Na pierwszym planie pomnik Piotra I

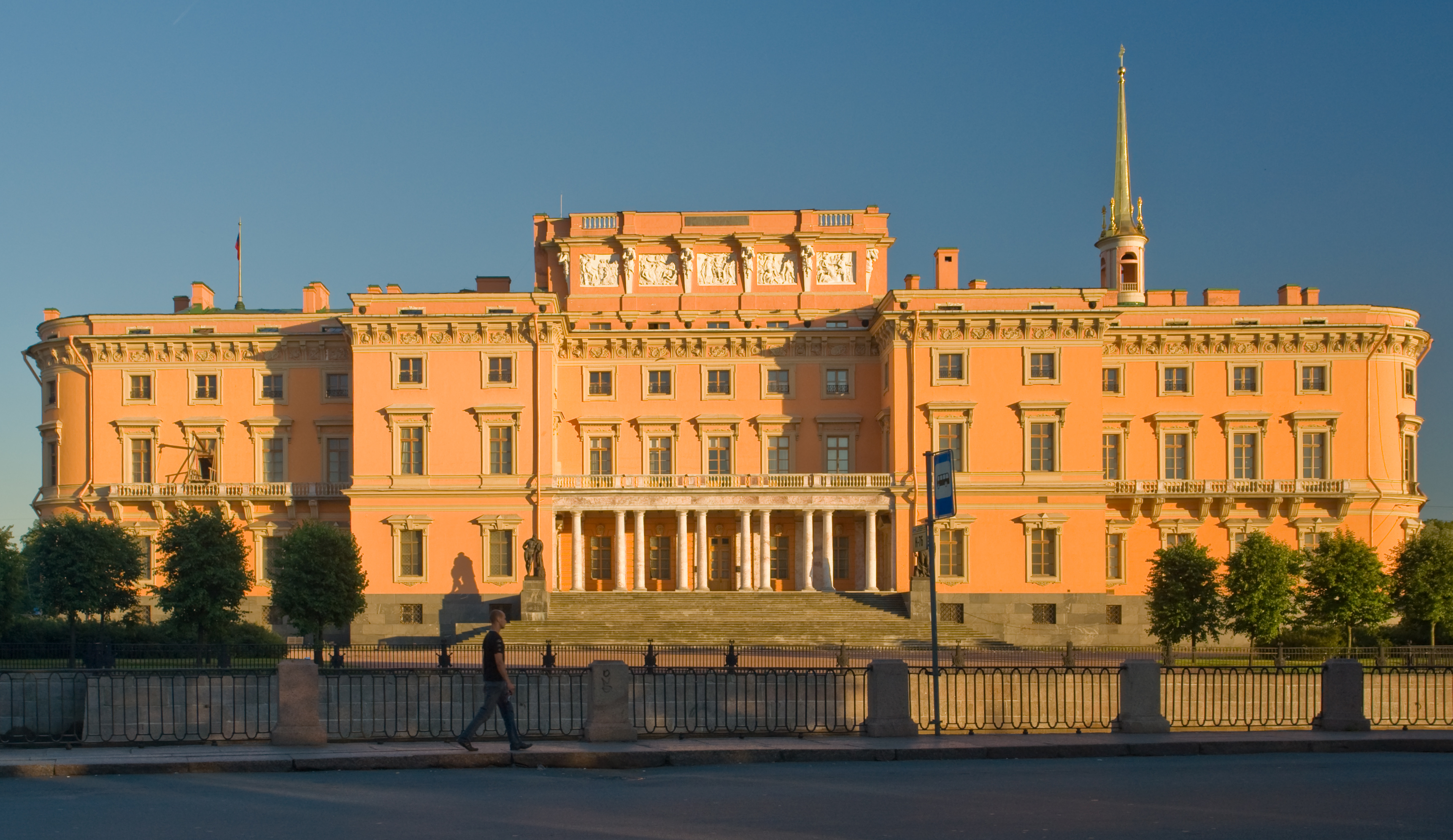
Skrzydło północne

Zamek Michajłowski (ros. Михайловский замок), zwany też Zamkiem Inżynieryjnym (ros. Инженерный замок), w Petersburgu – pałac zbudowany w latach 1797–1802, jeden z pałaców cesarskich dynastii Romanowów. Ulubiona rezydencja imperatora Pawła I.

## Położenie
Zamek Michajłowski położony jest przy ulicy Sadowej pod nr 2, od południowej strony Ogrodu Letniego, przy południowo-wschodniej części petersburskiego Pola Marsowego, otoczony rzekami Mojką oraz Fontanką oraz specjalnie wykopanymi kanałami. Wzniesiony na polecenie cesarza Pawła I. Obecnie znajdują się w nim zbiory Muzeum Rosyjskiego.

## Historia

### Początki
Plany budowy nowego zamku powstały w 1784 roku Paweł był wtedy następcą tronu rosyjskiego i mieszkał w swoim pałacu w Gatczynie, zaś Rosją rządziła jego matka Katarzyna II Wielka.
Cesarzewicz sam kreślił projekty swojej przyszłej rezydencji, konsultował się z architektami i często zmieniał zdanie co do przyszłej architektury pałacu. Paweł I objął tron 17 listopada 1797 roku, a już 28 listopada wydał ukaz o budowie nowego pałacu cesarskiego. Miał on stanąć na miejscu dawnego Pałacu Letniego, w którym nowy cesarz przyszedł na świat w roku 1757.
Z powstaniem zamku związana jest legenda, wedle której jednemu z żołnierzy stojących na warcie przy Pałacu Letnim miał się ukazać Archanioł Michał, polecić wyburzenie pałacu i wybudowanie w tym samym miejscu świątyni pod jego wezwaniem. Według innej legendy, gdy cesarzowa Maria Fiodorowna była w ostatnich dniach swojej dziesiątej ciąży, pewien nieznajomy człowiek miał powiedzieć Pawłowi, że urodzi mu się syn, któremu ma on nadać imię Michał oraz zbudować cerkiew pod wezwaniem Michała Archanioła. Syn, który wkrótce się urodził rzeczywiście otrzymał imię Michał.
Paweł, jeszcze gdy był wielkim księciem, miał też powiedzieć, że chciałby umrzeć w miejscu, w którym się urodził, co miało się spełnić. Nowa rezydencja miała ucieleśniać ideały rycerskie, w które Paweł głęboko wierzył. Zwłaszcza od 1798 roku, gdy został wielkim mistrzem katolickiego Zakonu Maltańskiego. Zamek Michajłowski miał zatem też symbolizować nową godność imperatora.

### Budowa
26 lutego (9 marca według nowego stylu) 1797 roku na miejscu wyburzonego Pałacu Letniego, Paweł I osobiście położył kamień węgielny pod budowę nowej rezydencji. Na architektów zostali wyznaczeni Wasilij Bażenow i Vincenzo Brenna. Bażenow wykonał początkowy projekt, który został następnie zmodyfikowany przez Brennę. Sam Bażenow nadzorował budowę, a zadaniem Brenny była dekoracja wnętrz budynku. Także cesarz brał udział w projektowaniu niektórych komnat, a w sztabie projektowym odpowiedzialnym za budowę pałacu znajdowali się także Charles Cameron, Carlo Rossi, Giacomo Quarenghi. By przyśpieszyć budowę Paweł rozkazał przekazanie części wyposażenia oraz rzeźb z pałacu w Carskim Siole i z Pałacu Taurydzkiego. Z tego samego powodu Zamek Michajłowski budowany był dniem i nocą, a przy jego wznoszeniu pracowało około sześciu tysięcy ludzi. Koszty okazały się wkrótce wyższe niż planowano. Z budżetu na budowę przeznaczono 425 800 rubli, jednak już wkrótce okazało się, że całkowity koszt może być dziesięć razy większy. W ciągu trzech lat codzienne wydatki jakie przeznaczano na budowę carskiej rezydencji wynosiły około 10 000 rubli.

## Efekt końcowy

### Architektura
Zamek Michajłowski został wzniesiony na planie kwadratu z dziedzińcem wewnętrznym o kształcie ośmiokąta. Architektura zamku nie jest typowa dla petersburskich pałaców tego okresu, lecz zgodnie z intencją cesarza przypomina raczej średniowieczną twierdzę. Każda z fasad pałacowych zbudowana jest w innym stylu. Fasada południowa pełni rolę głównego wejścia do rezydencji. Charakteryzuje się centralnym występem, który jest wsparty na cokole i zwieńczony frontonem. Wejście zdobią cztery kolumny jońskie oraz rzeźby i obeliski. Wyżej wyryto złotymi literami sparafrazowane zdanie „Дому твоему подобает святыня Господня в долготу дней” zaczerpnięte z Psalmu 91. Na skwerze przed wejściem, na tzw. Placu Konetabla, cesarz Paweł polecił umieścić konny pomnik Piotra Wielkiego, na którego cokole wyryto napis „Pradziadowi prawnuk”.
Od północy Zamek zwrócony jest w stronę Ogrodu Letniego. Skrzydło to okalają ryzality, pomiędzy którymi znajduje się marmurowa kolumnada podtrzymująca balkon. Zejście do ogrodu ozdabiają posągi Herkulesa i Flory. Przez ostatnie dwa stulecia budynek charakteryzował się czerwoną barwą ścian. Kolor ten tłumaczono na różny sposób. Miało to być nawiązanie do Zakonu Maltańskiego, którego Paweł został wielkim mistrzem. Legenda natomiast głosi, że pewnego dnia kochanka imperatora Anna Łopuchina upuściła czerwoną rękawiczkę. Paweł podniósł ją, a następnie pokazał ją architektowi i zażądał by ściany nowego pałacu były pomalowane dokładnie na ten sam kolor.
Nad obiektem góruje złota iglica pałacowej cerkwi pod wezwaniem św. Michała Archanioła. W momencie ukończenia budowy była to piąta tak efektowna iglica w Petersburgu, po Soborze św. św. Piotra i Pawła, Admiralicji, dzwonnicy soboru św. Mikołaja oraz cerkwi Symeona i Anny.
Budowla została otoczona systemem kanałów i rowów oraz mostów zwodzonych. Zamek posiadał też kilka tuneli łączących go ze znajdującym się nieopodal garnizonem oraz system tajnych korytarzy między pomieszczeniami pałacowymi.

### Wnętrza

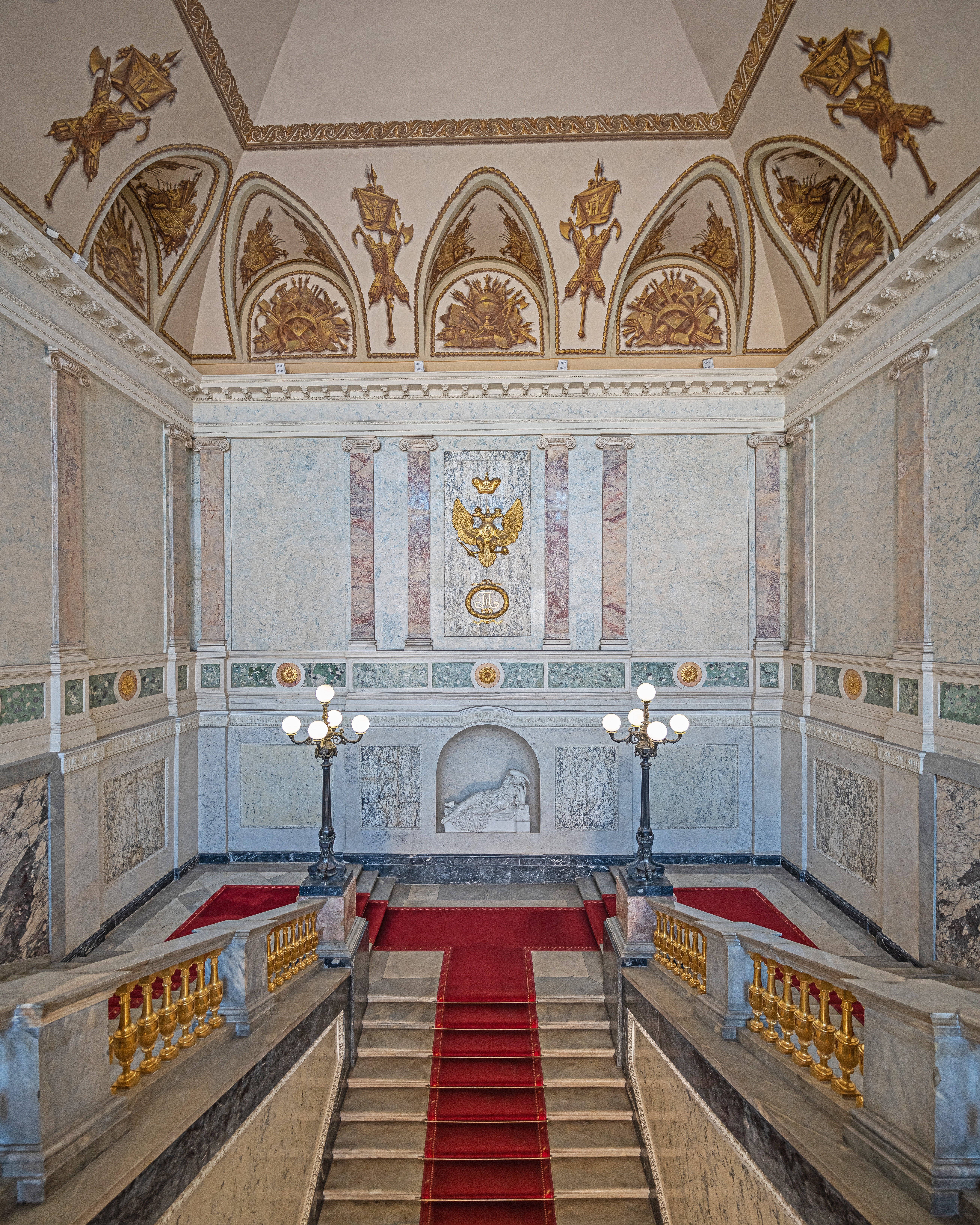
Reprezentacyjna klatka schodowa Zamku Michajłowskiego

Do jednego z najważniejszych pomieszczeń należy tzw. wspólna jadalnia, znajdująca się w skrzydle przeznaczonym dla cesarzowej Marii Fiodorownej. Zawieszone są w niej dwa żyrandole, każdy na pięćdziesiąt świec. W późniejszym okresie sala została podzielona na trzy niezależne pomieszczenia. Oryginalny wygląd przywrócono dopiero w trakcie renowacji na przełomie XIX i XX wieku. Najokazalsze były sale tronowe dla cesarzowej oraz dwóch cesarzewiczów: Aleksandra Pawłowicza (późniejszego imperatora) oraz Konstantego Pawłowicza (późniejszego naczelnego wodza armii Królestwa Polskiego).
Na pokoje reprezentacyjne imperatora składała się sala tronowa, połączona z Salą św. Jerzego oraz Galerią Marmurową, która miała służyć za miejsce zebrań Zakonu Maltańskiego. Dekoracje komnat pałacowych były pełne przepychu, wykonane ze złota, alabastru, porfiru. Z Włoch sprowadzano kopie antycznych rzeźb wykonanych z białego marmuru. Rycerskość Zamku Michajłowskiego podkreślały umieszczone w kilku miejscach krzyże maltańskie, a na reprezentacyjnej klatce schodowej pałacu umieszczono monumentalny herb Imperium Rosyjskiego także zawierający krzyż maltański.

## Pierwszy i ostatni miesiąc
W 1800 roku, dokładnie w święto Michała Archanioła, przypadające 8 listopada dokonano uroczystego poświęcenia cerkwi i pałacu. Prace wykończeniowe miały potrwać jeszcze kilka miesięcy. 1 lutego 1801 roku rodzina cesarska w asyście dworu i korpusu dyplomatycznego, przeszła w uroczystej procesji z Pałacu Zimowego i wprowadziła się do Zamku Michajłowskiego. Paweł I był zachwycony swoją nową siedzibą. Od małżonki otrzymał w prezencie porcelanowy serwis z wizerunkiem pałacu. Stał się on później jego ulubionym i często uważnie go oglądał. Nowa rezydencja monarsza nie była jednak jeszcze całkowicie przystosowana do przyjęcia dworu. Jak wspominają przekazy, tynki w pałacu jeszcze nie wyschły. Cesarz nie chciał słuchać ostrzeżeń, że przebywanie w ociekających zaprawą wapienną, olejami i lakierem ścianach może być niezdrowe. Już pierwszego dnia zorganizował wielką kolację i bal maskowy. Zapalono setki świec, których dym zmieszał się z niezdrowym powietrzem zamkowym, tworząc gęste opary. W Zamku Michajłowskim odbyła się tylko jedna oficjalna ceremonia państwowa. 24 lutego 1801 roku imperator Paweł I przyjął na oficjalnej audiencji posła Królestwa Danii. W nocy z 11 na 12 marca (starego stylu) w wyniku spisku imperator Paweł I Romanow został zamordowany.

## Dalsze losy Zamku Michajłowskiego
Po śmierci Pawła I rodzina cesarska opuściła zamek i powróciła do Pałacu Zimowego. Sam Zamek Michajłowski długo stał niezamieszkały, a jego wyposażenie było stopniowo przenoszone do innych rezydencji. W 1816 roku imperator Aleksander I rozkazał usunąć srebrne wrota pałacowej cerkwi, a następnie przetopić je na prezent ślubny dla swojej siostry Anny Pawłownej. Wyposażenie komnaty, w której zamordowany został cesarz przetransportowano do pałacu w Gatczynie, ulubionej rezydencji Pawła. Tam w specjalnym pokoju z zabitymi drzwiami umieszczone carskie łóżko, splamione krwią zabitego monarchy. W 1820 roku według projektu Carla Rossiego przekształcono otoczenie pałacu, m.in. zasypano fosy i usunięto elementy architektury obronnej. W 1819 roku opuszczoną budowlę przekazano Głównej Szkole Inżynieryjnej, odtąd zamek nazywano Zamkiem Inżynieryjnym. W 1829 roku wnętrza dostosowano do potrzeb placówki edukacyjnej. W latach 1838–1843 w murach pałacu studiował Fiodor Dostojewski. Na lata 1893–1894 przypadła kolejna przebudowa pomieszczeń. W czasie II wojny światowej i blokady Leningradu w zamku działał Szpital Michajłowski. Po 1945 roku w budynku swe siedziby miały różne instytucje radzieckiego państwa. Zamalowywanie i usuwanie bogatych dekoracji spowodowało szereg zniszczeń w zabytkowym wystroju wnętrz.

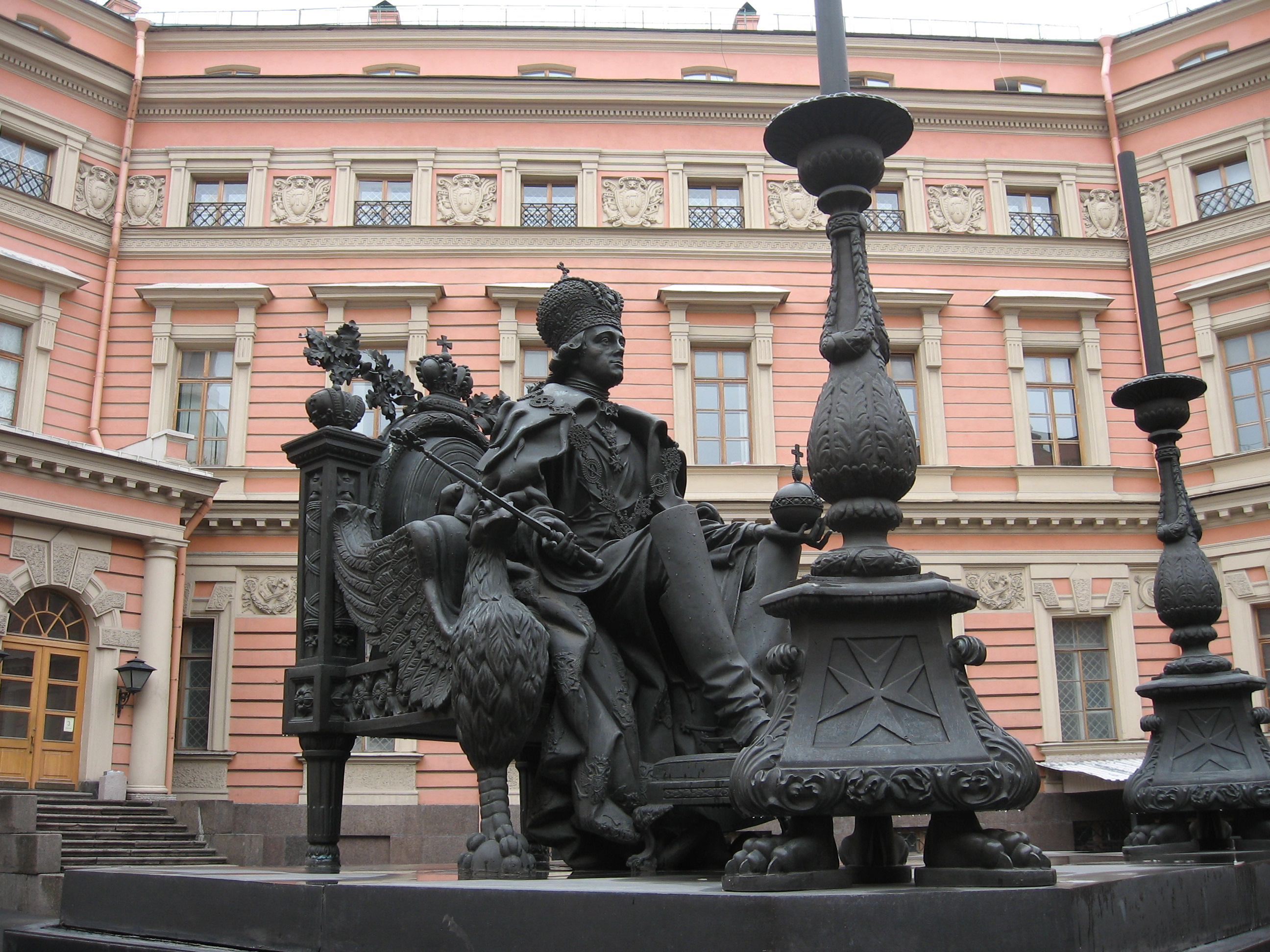
Pomnik Pawła I na zamkowym dziedzińcu

W 1991 roku część pomieszczeń została przekazana Muzeum Rosyjskiemu, w 1995 roku muzeum otrzymało na własność cały Zamek Michajłowski. Rozpoczęto intensywne prace nad renowacją pałacu. Przywrócono oryginalne kolory fasad, które jak się okazało w toku prac nie były intensywnie czerwone, lecz raczej ciemnopomarańczowe. Legenda o rękawiczce Anny Łopuchiny okazała się więc nieprawdziwa. Odkopano też zniszczone kanały oraz odbudowano mosty, oddając okolicy zamku ich wygląd z czasów Pawła I.
Wielkie otwarcie Zamku Michajłowskiego nastąpiło 27 maja 2003 roku. Obecnie w pałacu mieszczą się następujące stałe ekspozycje: galeria portretów rosyjskich cesarzy od Piotra I do Mikołaja II, ekspozycja dotycząca historii zamku i jego mieszkańców, galeria portretów znanych rosyjskich osobistości z XVIII i XIX wieku, wystawa dotycząca renesansu w pracach rosyjskich artystów oraz liczne wystawy czasowe. W 2003 r. na dziedzińcu zamkowym umieszczono pomnik imperatora Pawła I.